# Alexine Tinne
Alexandrine "Alexine" Pieternella Françoise Tinne (Den Haag, 17 oktober 1835 – nabij Ghat (Libië), 1 augustus 1869) was een Nederlandse ontdekkingsreizigster die in 1862 en 1863 als eerste westerse vrouw naar Centraal-Afrika reisde en vervolgens in 1868 en 1869 ook als eerste westerse vrouw ver in de Sahara reisde. Ook was ze Nederlands eerste belangrijke fotografe. Van locaties in Den Haag en het interieur van haar huis aan het Lange Voorhout maakte ze in de zomer 1860 en winter 1860/61 een veertigtal foto's van groot formaat. 
In het World Museum te Liverpool wordt een belangrijke verzameling etnografische voorwerpen uit Centraal- en Noord-Afrika van haar bewaard.

## Levensloop
Toen Alexine Tinne geboren werd, woonden haar welgestelde ouders op de Herengracht 17 in Den Haag. Ze was de dochter van Philippe Frédéric Tinne (1772-1844) en zijn tweede echtgenote jkvr. Henriette Marie Louise van Capellen (1796-1863), oudste dochter van viceadmiraal jhr. Theodorus Frederik van Capellen (1761-1824). Ze had twee halfbroers uit haar vaders eerste huwelijk. De familie van Alexine was rijk geworden van de West-Indische suiker, maar het leven aan de Lange Voorhout 32 in Den Haag vond ze te benauwend. "God dank ben ik tenminste vrij", verzuchtte ze in een van haar reisbrieven.

### Reizen

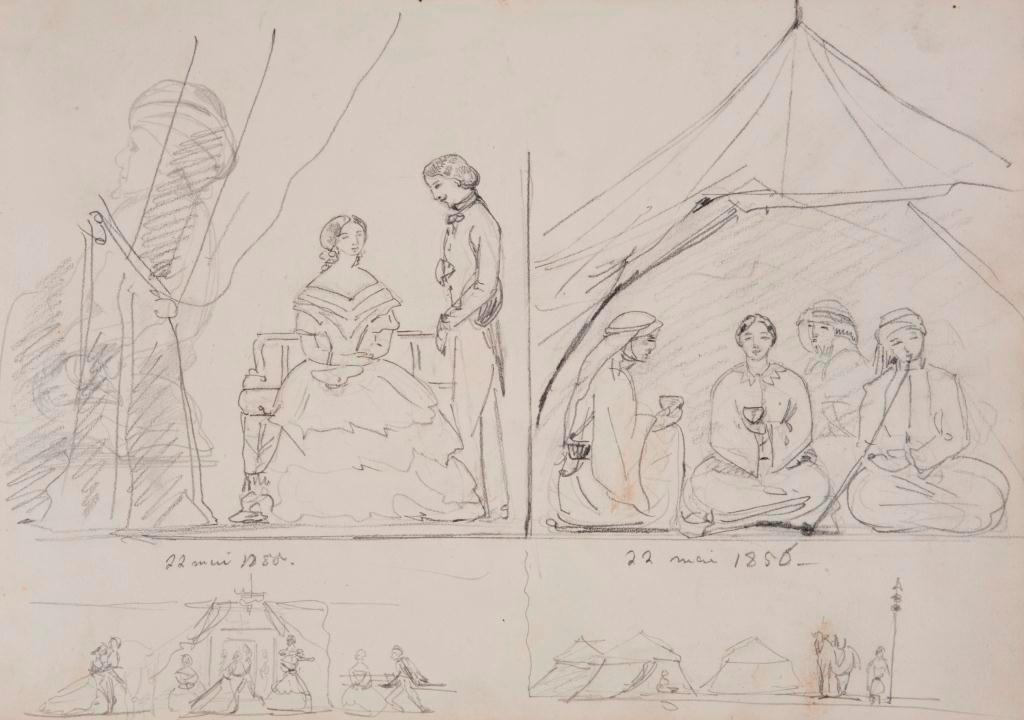
Alexine Tinne op een bal in Den Haag (links) en in een bedoeïenentent in Afrika (rechts); tekening door haarzelf, 1866

Al snel na de dood van haar vader ging Alexine grote reizen ondernemen, samen met haar moeder Henriëtte. Eerst in Europa, maar in 1855 vertrokken ze voor het eerst naar Egypte. Ze bleven twee jaar weg en bezochten ook Libanon, Syrië en Palestina. Daarna keerden ze terug naar Den Haag, maar maakte zij nog wel reizen naar Engeland, Duitsland en Rusland. Om vervolgens weer naar Egypte terug te gaan. 

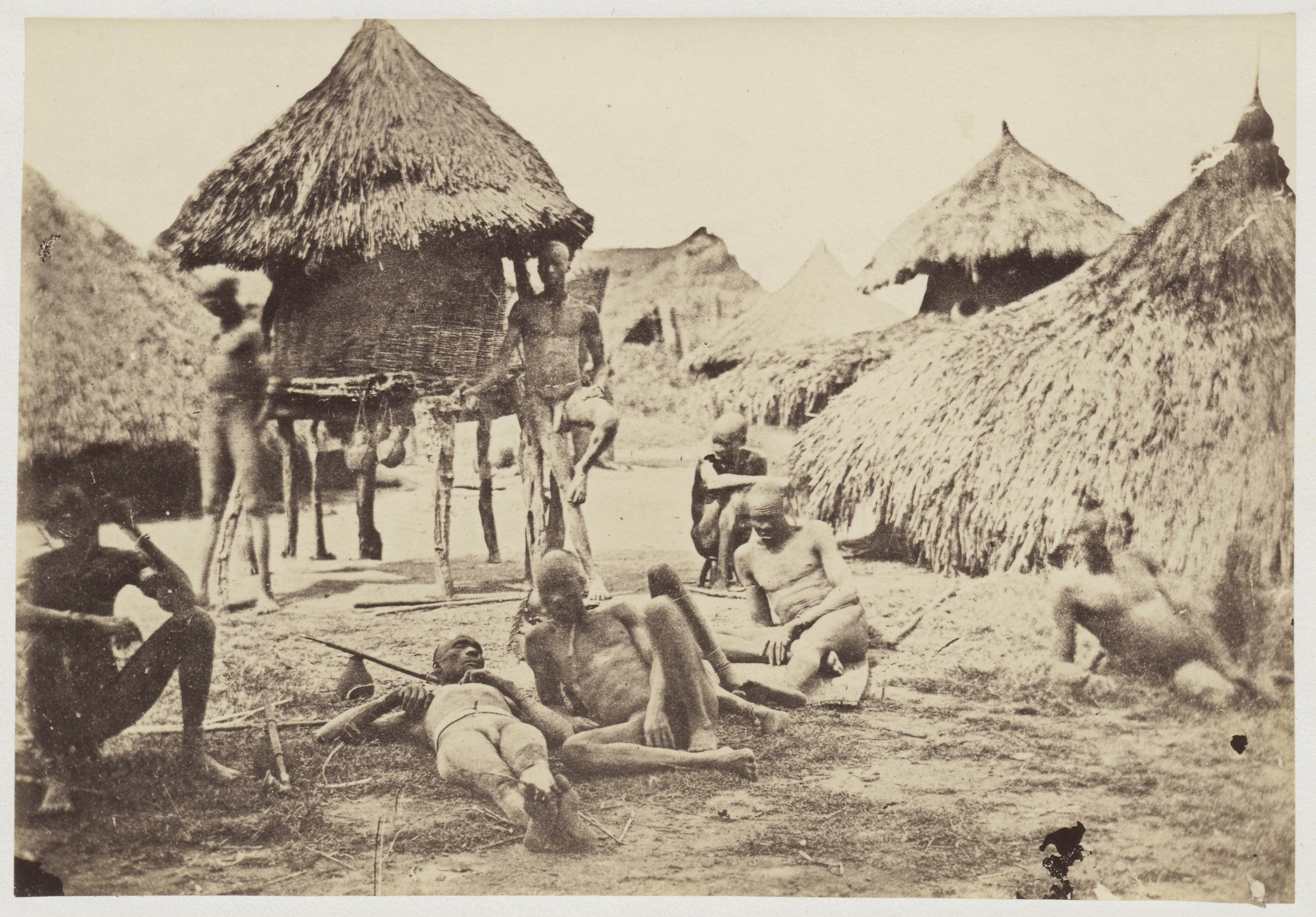
Foto van Tinne in Gondokoro (1862)

In 1862 vertrok zij samen met haar moeder met enkele boten uit Caïro om de bovenloop van de Nijl te verkennen. Ook Adrienne Steengracht (zuster van Henriette) en vier bediendes reisden mee. Bij deze tocht verkende ze de Nijl tot in Zuid-Soedan. Op 4 april 1862 arriveerde de groep in Khartoum. Een maand later trokken zij verder zuidwaarts. Henriette en Alexine maakten de tocht daarna nog een keer, toen voegde de Duitse ontdekkingsreiziger Theodor von Heuglin zich bij het uitgebreide reisgezelschap. Adrienne bleef ruim veertien maanden in Khartoum achter. Nadat moeder en dochter terug waren, overleed Henriette. Ze verlieten Khartoum in juli 1864 en keerden naar Caïro terug om een volgende reis voor te bereiden. 
Tijdens deze expeditie waren zij de eerste westerse vrouwen die doordrongen tot in Centraal-Afrika. Alexine geldt tevens als de eerste westerse vrouw die diep de Sahara introk. Zij namen de nodige zaken mee op hun reis. De karavaan van hun expeditie bestond bijvoorbeeld uit 102 kamelen, met alleen al 32 koffers met meubels die waren meegenomen uit Den Haag, waaronder spiegels, ijzeren ledikanten, gravures, kandelaren en de vijf honden van Alexine, die in speciale manden aan de kamelen hingen. Alexine had een draagbaar bed met baldakijn en haar moeder een comfortabele stoel. Ieder beschikte over twaalf bedienden om hen in ploegen van vier te dragen. Zoals zij het beschreef in een brief voor het vertrek in 1862: "Op het moment van vertrek, dat met niets te vergelijken valt behalve dan de exodus van de kinderen Israels, wil ik je even een afscheidswoordje schrijven voor men de laatste tafel weghaalt." 
De ornitholoog Theodor von Heuglin zei zich mateloos te ergeren aan het ritme van de vrouwen: ze weigerden vroeg op te staan en hun immense bagage zorgde voortdurend voor oponthoud. 
Hoewel Alexine de nodige bedienden had en de oorspronkelijke bewoners van Afrika als 'wilden' aanduidde, was zij uitgesproken tegen de slavenhandel en de systematische gruwelijkheden die zij tegenkwam. Zij schreef: "Want als er iets is wat nog zondiger is dan de wilden in dit land, dan zijn het wel de Europeanen en de handelaren die hier wonen. Als zij eenmaal op de Nijl zijn, beschouwen zij zich als buiten iedere goddelijke en menselijke wet staande. Zij roven, doden en doen wat er in hun hoofd opkomt." Zij kocht een aantal slaven vrij en was verontwaardigd dat zij later zelf werd beschuldigd van slavernij.
In 1869 vertrok ze vanuit Algiers voor een reis door de Sahara. Haar karavaan werd door Toearegs aangevallen, die werden geholpen (en waarschijnlijk ingeschakeld) door Arabieren uit Tinnes eigen gezelschap. Tinne werd vermoord door twee houwen met een zwaard en een geweerschot. Ze stierf op 33-jarige leeftijd door bloedverlies.

## Nalatenschap
Van 11 december 2021 tot en met 12 juni 2022 was in het Haags Historisch Museum de tentoonstelling Alexine Tinne, fotograaf - haar wereldbeeld te zien. Het was de eerste tentoonstelling ooit die volledig aan Alexine's werk is gewijd. De bijbehorende driedelige podcastserie Alexine Tinne, een drieluik werd ingesproken door Jennifer Hoffman (als verteller), Anna Drijver (als Alexine) en Jacqueline Blom (als Alexine's moeder Henriëtte). Deel 1 gaat over Alexine's vroege jaren, deel 2 over haar reizen en dood, deel 3 over haar fotografie en nalatenschap.
In 2024 verwierf de Universiteitsbibliotheek Leiden achttien foto's die Alexine Tinne in 1862 maakte in Gondokoro. Deze behoren tot de oudste foto's die in het hart van het Afrikaanse continent zijn gemaakt.

### Erkenning
- Bij Station De Vink in Leiden is het Alexandrine Tinneplein naar Tinne genoemd. Op het plein staat het Monument voor Joke Smit.
- In april 2013 werd door PostNL een postzegel uitgebracht van Alexine Tinne en vijf andere bijzondere vrouwen uit de Nederlandse geschiedenis, in het kader van het verschijnen van het boek (en de tentoonstelling) 1001 vrouwen.

## Media over Tinne
- De afleveringen van 1 en 8 december 2013 van de VPRO-serie O'Hanlons Helden waren gewijd aan Alexine Tinne.
- VPRO OVT Radio uitzending 1 januari 2012 'God dank ik ben tenminste vrij' de reizen van Alexine Tinne, met historicus Joost Willink.
- In 2007 ging de film Als een vlieg naar de vlam van BarBara Hanlo in première op het IFFR.

## Galerij

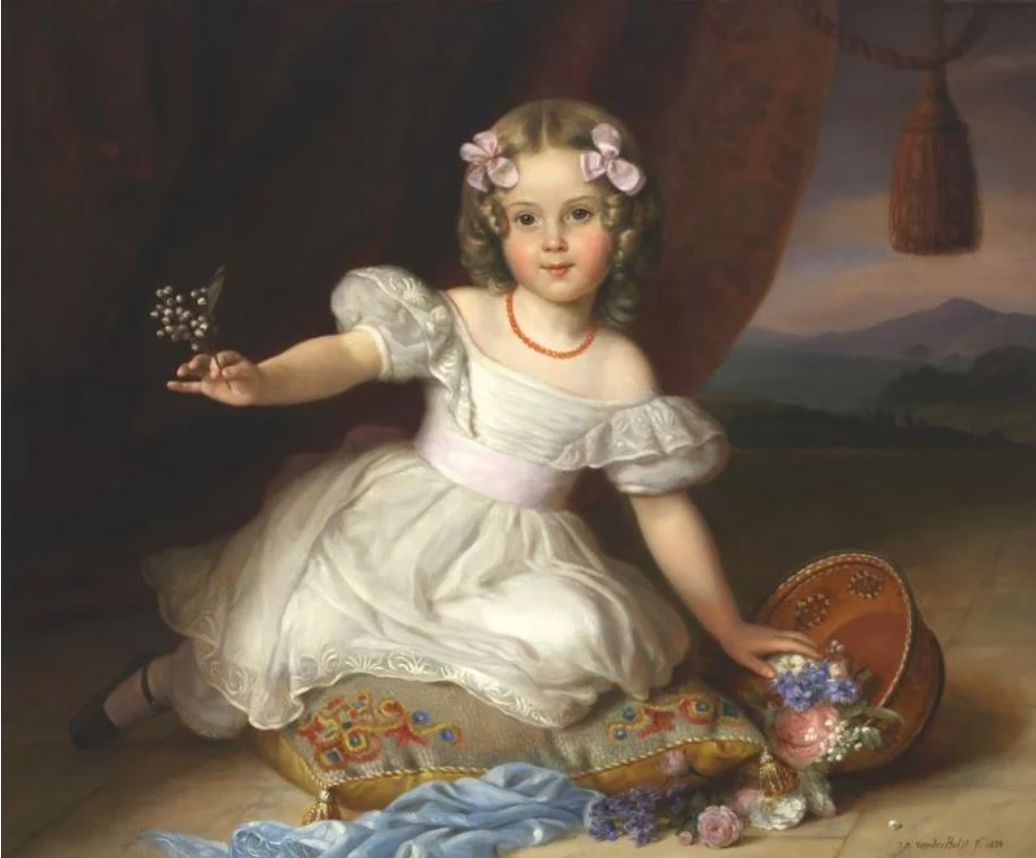
Portret van Alexine Tinne op vierjarige leeftijd. Schilderij door Jan Baptist van der Hulst, 1839.
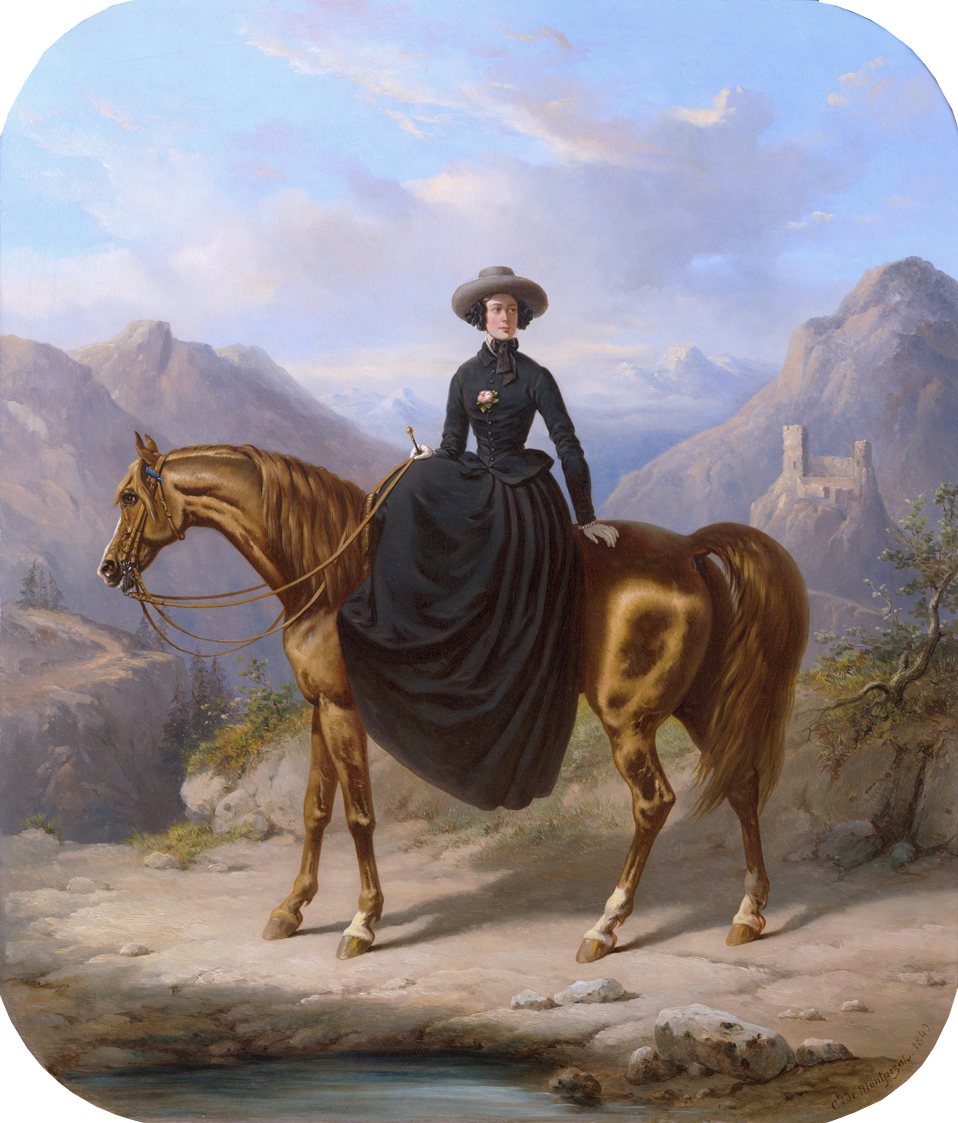
Portret van Alexine Tinne te paard. Schilderij door Henri d'Ainecy Montpezat [fr], 1849. Haags Historisch Museum.
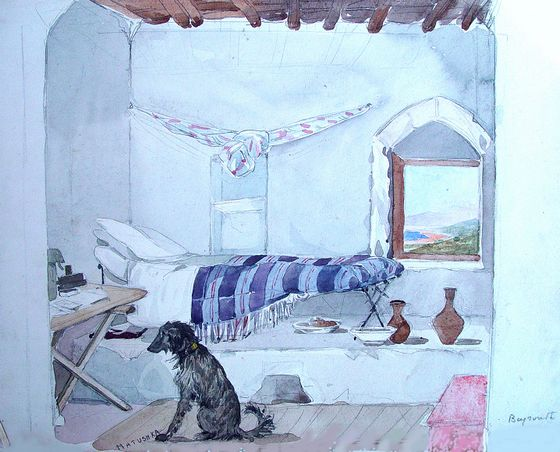
Slaapkamer in Beiroet. Aquarel door Alexine Tinne, 1856-1857.
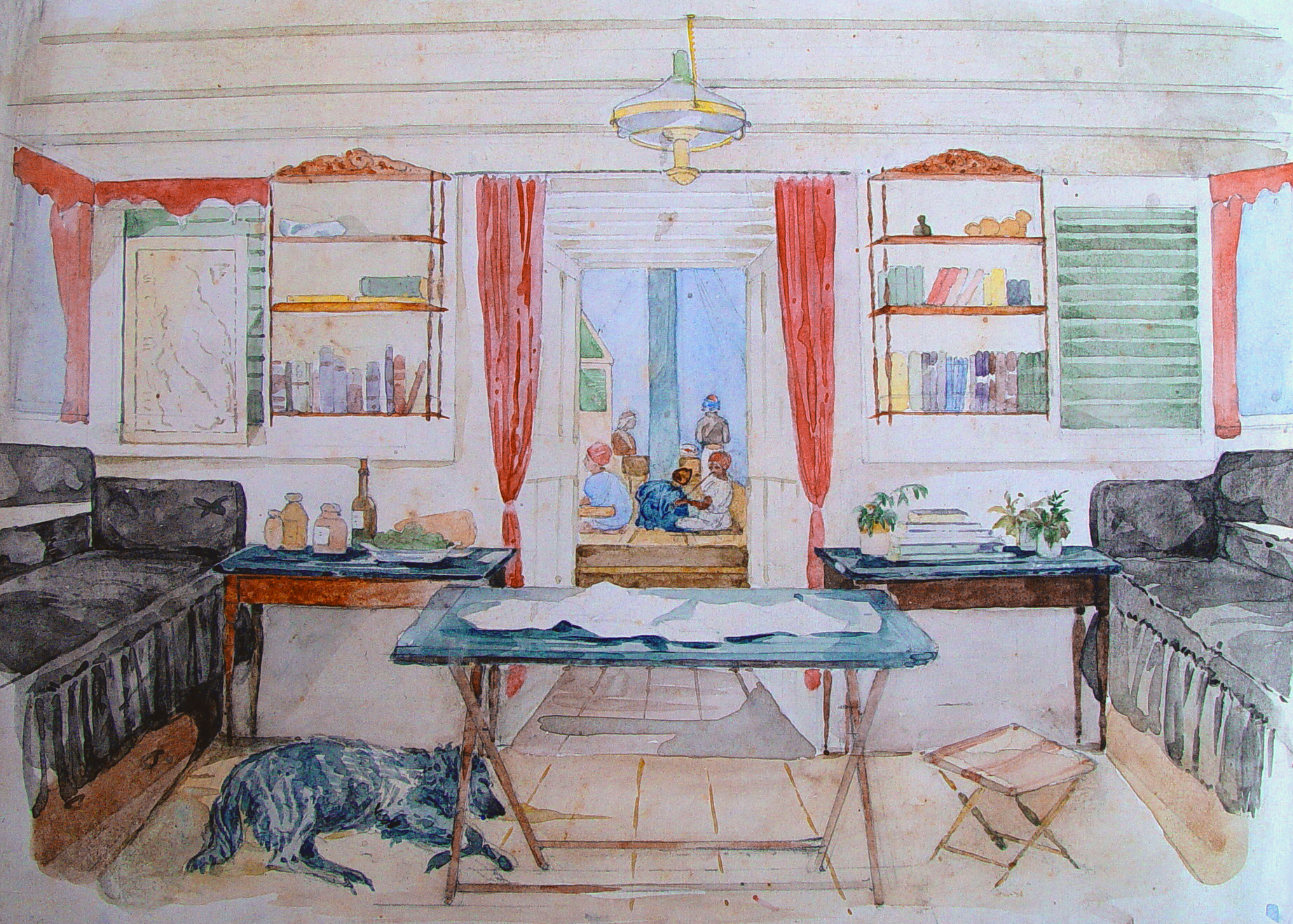
Kamer in Beiroet. Tekening door Alexine Tinne, 1857. Familiearchief.
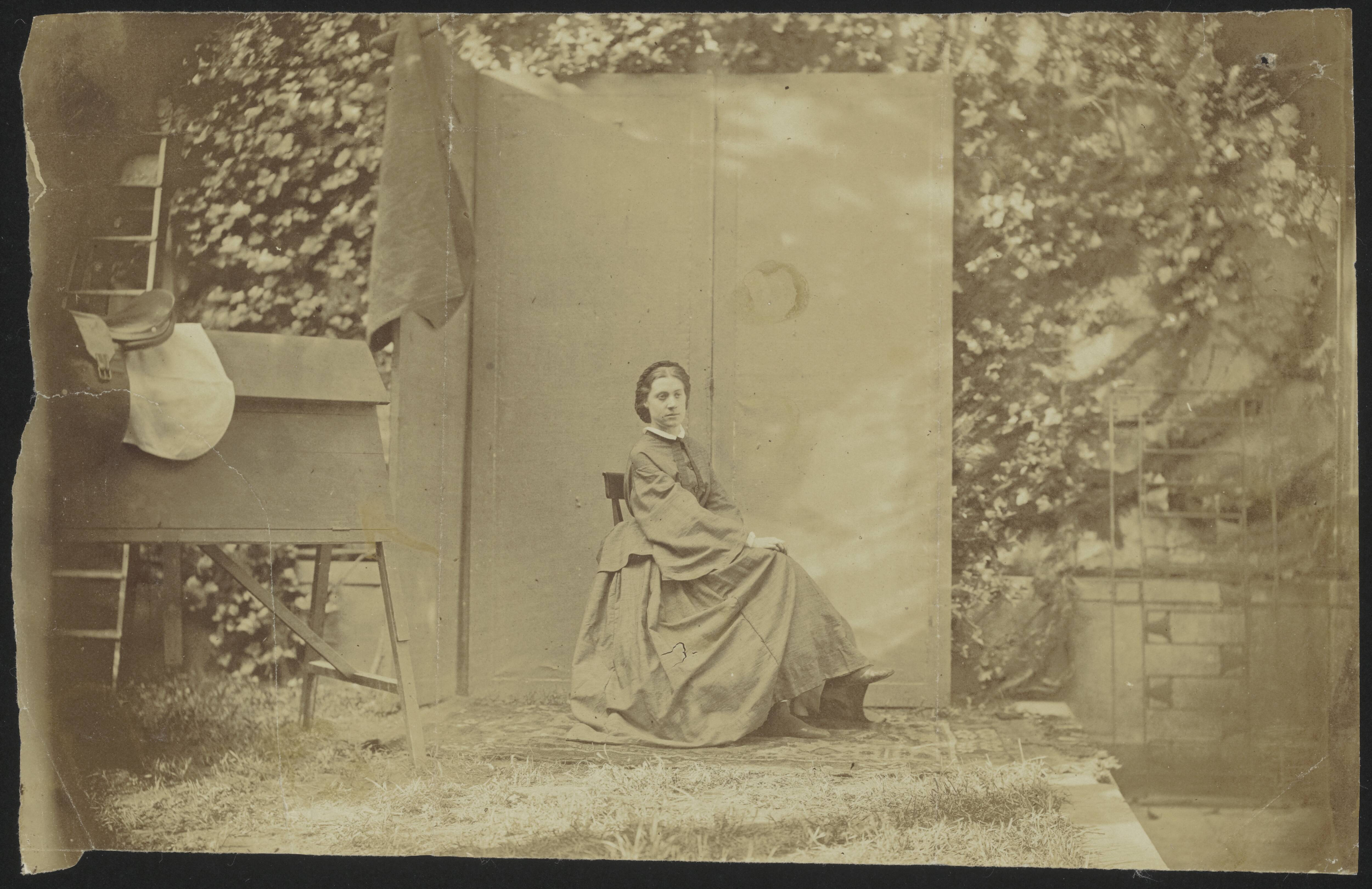
Alexine Tinne zittend voor een kamerscherm in de tuin van Lange Voorhout 32 te Den Haag; geheel links haar rijzadel. Foto door Alexine Tinne en assistent, juli 1860.
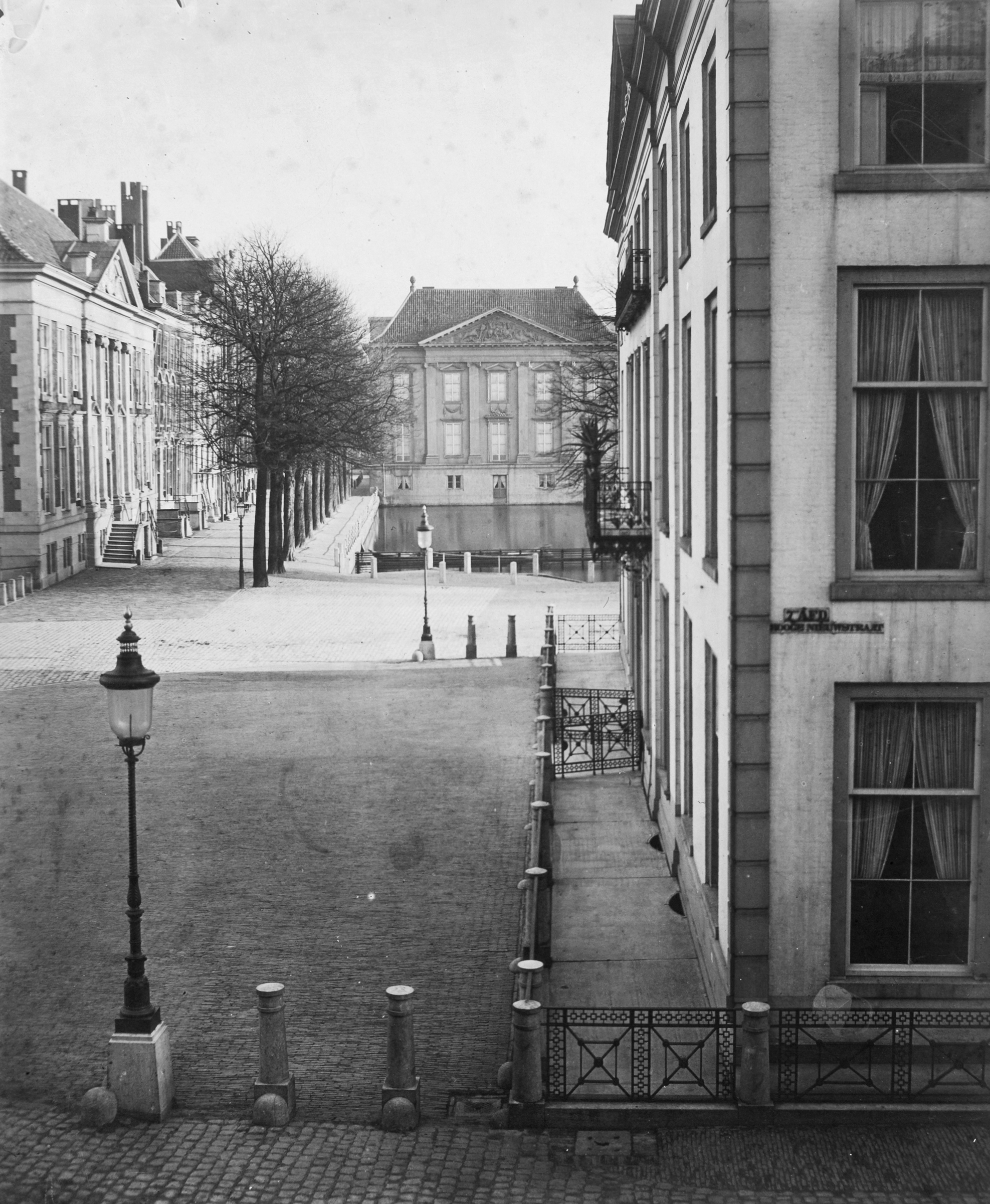
Gezicht op het Tournooiveld vanaf de Hoge Nieuwstraat naar de Korte Vijverberg. Foto door Alexine Tinne, 1860-1861. Haags Gemeentearchief.
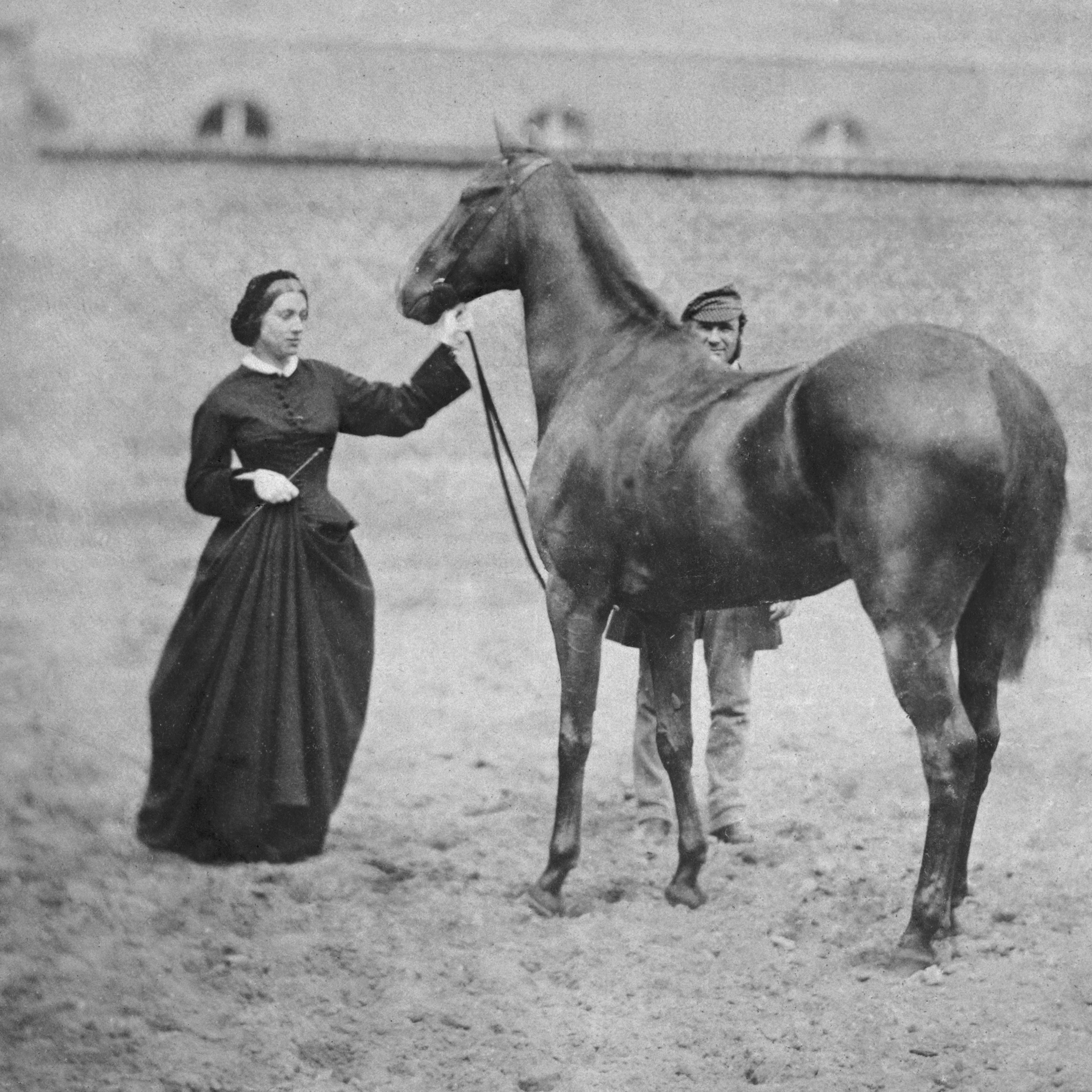
Alexine Tinne met paard in de Haagse Manege. Foto, ca. 1860. Nationaal Archief.
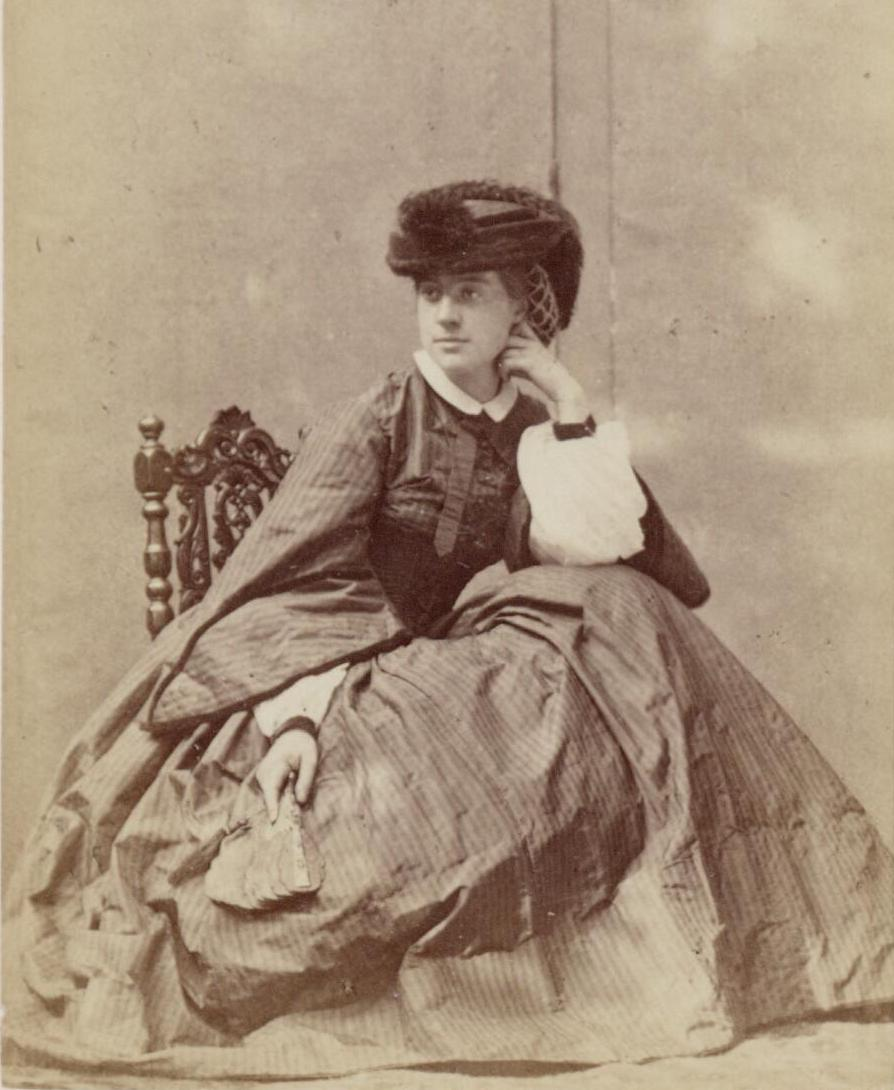
Portret van Alexine Tinne. Foto door Robert Jefferson Bingham, 1860-1869.
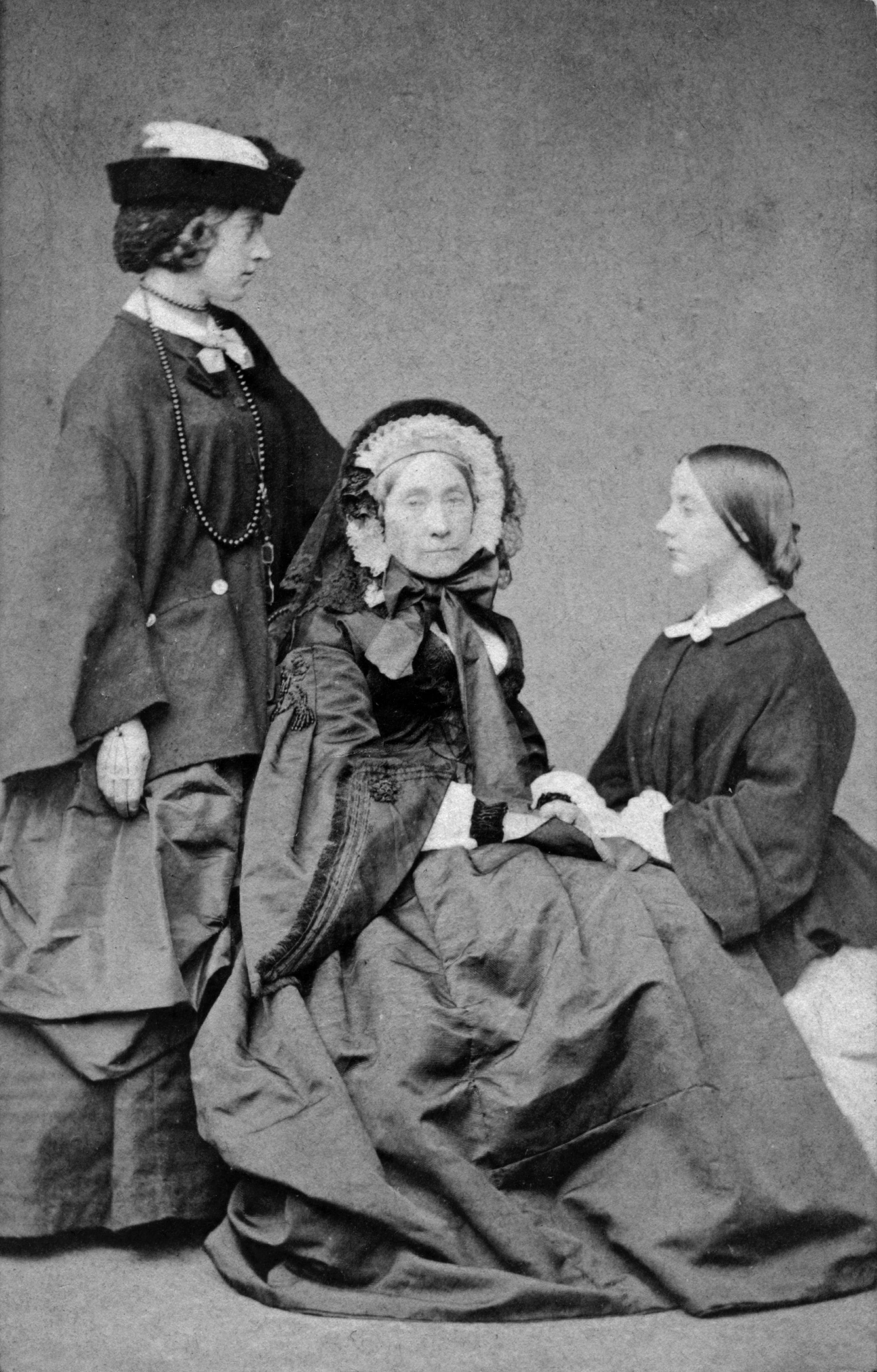
Groepsportret van Alexine Tinne, Henriette Tinne-van Capellen en Jetty Hora Siccama. Foto door Robert Jefferson Bingham [en], ca. 1860. RKD.
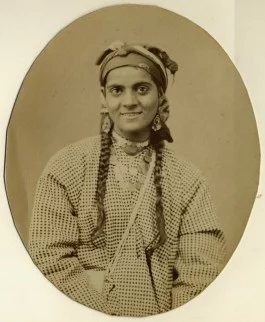
Portret van Habiba, bediende van Alexine Tinne. Foto door Alexine Tinne, 1865.
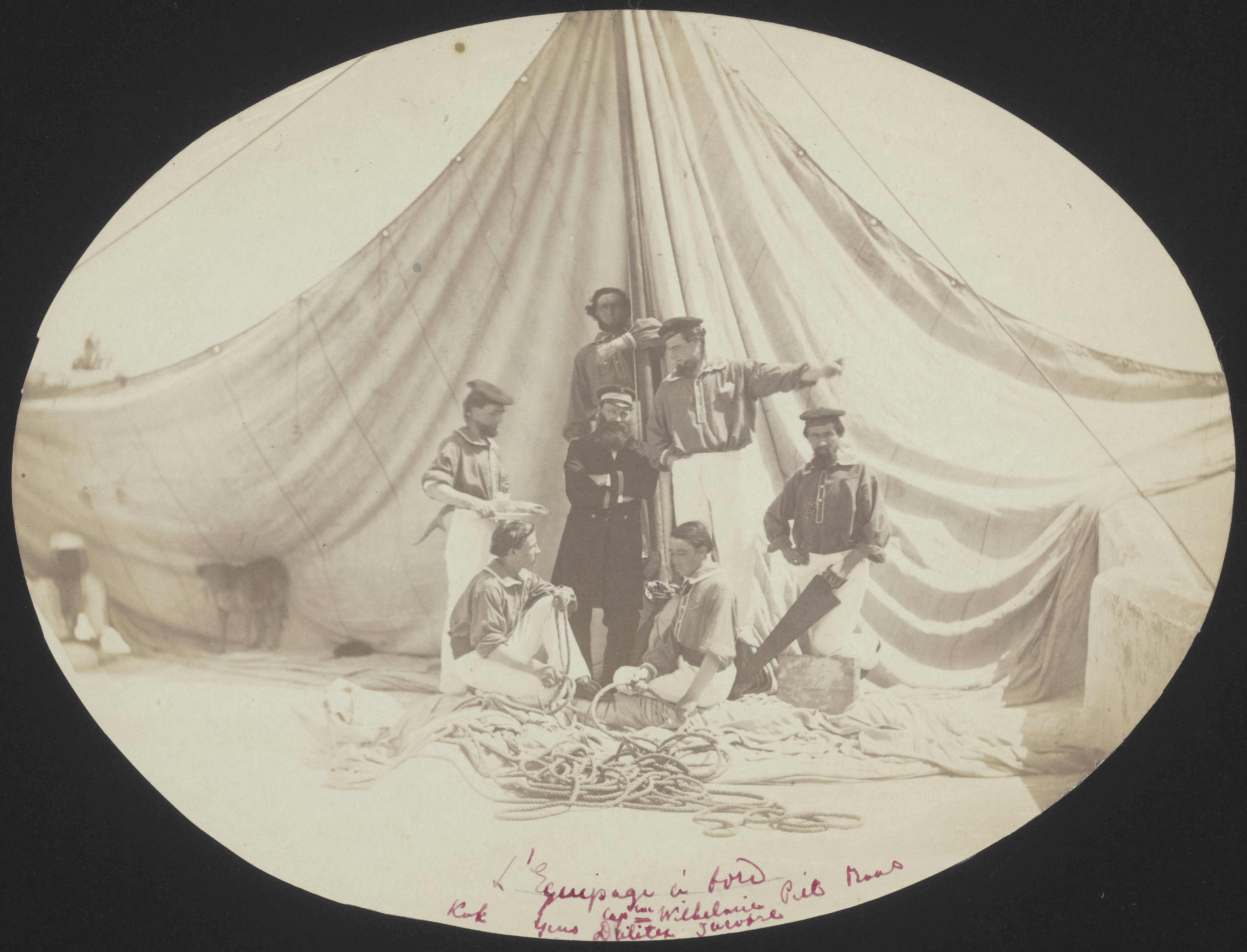
Groepsportret van kapitein en bemanningsleden van De Meeuw. Foto door Alexine Tinne, 1866.